# Adenosma debilis
Adenosma debilis är en grobladsväxtart som beskrevs av Bonati. Adenosma debilis ingår i släktet Adenosma och familjen grobladsväxter. Inga underarter finns listade i Catalogue of Life.